# 藍黑溝腳葉蚤
藍黑溝腳葉蚤（学名：Hemipyxis flaviabdominalis）为金花蟲科溝腳葉蚤屬下的一个种。